# Yongle

Kaiser Yongle

Yongle (chinesisch 永樂 / 永乐, Pinyin Yǒnglè, W.-G. Yung-lo; * 2. Mai 1360 in Nanjing; † 12. August 1424 in Yumuchuan, Innere Mongolei) war der dritte Kaiser der chinesischen Ming-Dynastie und regierte von 17. Juli 1402 bis zu seinem Tod 1424 das Kaiserreich. Sein Geburtsname war Zhū Dì (朱棣), sein Tempelname Tàizōng (太宗 – „Höchster Ahne“). Letzterer wurde 1538 in Chéngzǔ (成祖 – „Vorvater der Vollendung“) geändert. Yongle war der vierte Sohn des Kaisers Hongwu.
Der Yongle-Kaiser gilt als bedeutendster Herrscher der Ming-Dynastie und wird zu den herausragendsten Kaisern in der Geschichte Chinas gezählt. Er stürzte seinen Neffen Jianwen in einem Bürgerkrieg vom Thron und übernahm selbst das Amt des Kaisers. Yongle setzte die Zentralisierungspolitik seines Vaters fort, stärkte die Institutionen des Reiches und gründete die neue Hauptstadt Peking. Er verfolgte eine expansive Außenpolitik und unternahm mehrere groß angelegte Feldzüge gegen die Mongolen. Um seinen Einfluss in Ost- und Südasien zu stärken, ließ er eine große Flotte bauen und beauftragte den Admiral Zheng He mit der Durchführung von diplomatischen Missionen. Außerdem ließ er die Yongle Dadian Enzyklopädie  anfertigen, die für über 500 Jahre die umfangreichste Enzyklopädie der Welt war.

## Jugend

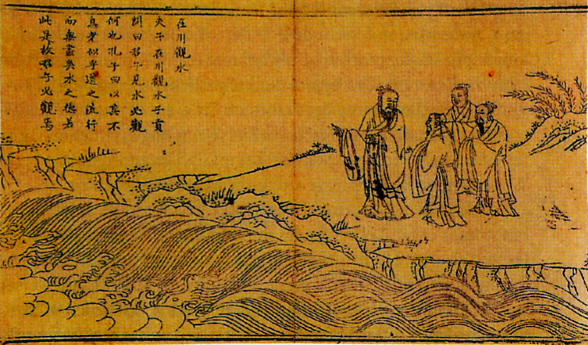
Konfuzius mit Schülern (Buchdruck, Ming-Zeit)

Zhu Di wurde im Jahr 1360 als vierter Sohn des zukünftigen ersten Ming-Kaisers Hongwu in dessen Hauptstadt Nanjing geboren. Offiziell wurde als seine Mutter Kaiserin Ma verzeichnet, doch es ist durchaus möglich, dass eine Konkubine namens Gong seine leibliche Mutter war. Wenn dem so war, dann verstarb diese kurz nach der Geburt, so dass die Kaiserin den neugeborenen Prinzen Zhu Di als leibliches Kind annahm. Zumindest gibt es keinen Zweifel, dass die Beziehung des Prinzen zur Kaiserin recht innig war, denn nach der Thronbesteigung erhob Yongle die Kaiserinmutter zur Gottheit und ließ Tempel zu ihren Ehren erbauen.
Als Zhu Di geboren wurde, war sein Vater Zhu Yuanzhang noch ein Kriegsherr Chinas, der um die Macht kämpfte, während die Yuan-Dynastie im Begriff war unterzugehen. Mit der endgültigen Vertreibung der Mongolendynastie aus China gründete er 1368 als Hongwu die Dynastie der Ming. Bei den Krönungs- und Gründungsfeierlichkeiten spielten auch Zhu Di und seine Brüder als Statisten eine Rolle. Gleichzeitig wurde Nanjing zur neuen Hauptstadt eines geeinten Chinas erhoben.
Hongwu überwachte die Ausbildung seiner Söhne streng. Dem Kronprinzen Zhu Biao gebührte zwar der Vortritt, da aber alle Ming-Prinzen gemeinsam mit dem Thronfolger unterrichtet wurden, erhielten alle denselben Unterricht. Der Meister Kong Keren unterwies die Kaisersöhne ausgiebig in den konfuzianischen Klassikern und Geschichte sowie in Philosophie und Ethik. Angeblich sollen Yongle die Qin- und Han-Dynastie besonders interessiert haben, und in späteren Jahren soll er oft Zitate des Ersten Kaisers und der berühmten Han-Kaiser Gaozu und Wudi rezitiert haben.
1370 schuf Kaiser Hongwu für seine Söhne kaiserliche Fürstentümer an den Grenzen des Reiches. Damit wurde Zhu Di im Alter von zehn Jahren zum Prinzen von Yan (燕王,  Yān wáng) ernannt; jene Region im Norden, deren Regierungssitz die einstige Yuan-Hauptstadt Dadu war, die nun Beiping (Nördlicher Friede) hieß. Da er noch zu jung war, ernannte sein Vater gleichzeitig mit der Übergabe der Königlichen Siegel von Yan an Zhu Di einen Statthalter in Beiping. Nun erhielt der neue Prinz von Yan seine eigenen Lehrer, die ihn auf seine zukünftige Aufgabe als Regionalfürst des Nordens vorzubereiten hatten.

## Prinz von Yan

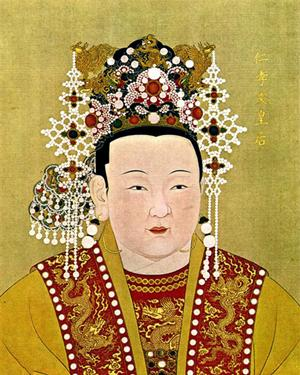
Zhu Dis Gemahlin, die Dame Xu, Hofporträt als Kaiserin

Bereits als jungen Mann hielt der Hof den Prinzen Zhu Di für einen der fähigsten Söhne des Hongwu-Kaisers, der besondere Aufmerksamkeit von seinem Vater erhielt. Zhu Di zeigte sich als begabter Schüler mit schneller Auffassungsgabe. Er war von großer athletischer Statur und jagdbegeistert, weshalb der Vater gern Zeit mit seinem vierten Sohn verbrachte. 1376 wurde der Prinz mit sechzehn Jahren verheiratet. Er heiratete die Dame Xu, Tochter des Generals Xu Da. Der General hatte eine tragende Rolle bei der Eroberung Chinas durch Hongwu gespielt und war nun nicht nur Schwiegervater eines kaiserlichen Prinzen geworden, sondern zugleich Zhu Dis Statthalter in Beiping und Oberkommandierender der Nordarmeen.
Im Jahr 1380 siedelten Zhu Di und seine junge Familie (der erste Sohn Zhu Gaozhi wurde 1378 geboren) von der Hauptstadt Nanjing nach Beiping in das Fürstentum Yan über. Der Prinz bezog nun die alten Paläste der Mongolenkaiser, die sein Vater einst hatte versiegeln lassen. Die Residenz war nicht im besten Zustand, wies aber ähnliche Dimensionen wie der Kaiserpalast von Nanjing auf, wodurch der Prinz nun bei weitem prächtiger residierte als alle seine Brüder in den anderen Fürstentümern.
Zhu Di hatte mit Yan das wichtigste aller Fürstentümer erhalten und wollte seine neue Machtfülle auch auskosten. Er schuf um sich herum einen Stab aus erfahrenen Beratern und suchte Yan vorbildlich zu verwalten. Weiterhin an seiner Seite war sein Schwiegervater Xu Da, der seit 1371 in Beiping verweilte und die Stadt zur militärischen Hauptbasis des Nordens ausgebaut hatte. Von dort aus hatte er bereits einige erfolgreiche Feldzüge gegen die Mongolen entlang der Grenzen unternommen. Der altgediente General unterwies Zhu Di in Kriegstaktik, militärischer Organisation und Verteidigungsstrategie. Daraufhin unternahm der Prinz mit dem General Jahr für Jahr Manöver in Nordchina. Dem Kaiser konnte Zhu Di erfolgreiche, wenn auch kleine Expeditionen in die Innere Mongolei melden. General Xu Da erkrankte 1384 schwer und wurde nach Nanjing zurückberufen. Er hinterließ seinem Schwiegersohn eine gut trainierte Armee von etwa 300.000 Mann, die nun ihre Loyalität auf den Prinzen übertrug.
Neunzehn Jahre lang blieb Zhu Di in Beiping und konnte ein gut organisiertes Gebiet vorweisen. Währenddessen waren 1392 der Kronprinz Zhu Biao, später auch Zhu Dis andere ältere Brüder gestorben. Der Prinz war also guter Hoffnung, dem alten Hongwu-Kaiser im Amt nachzufolgen. Aber Hongwu war immer launischer und unberechenbarer geworden. Er misstraute seinen zahlreichen Söhnen, und auch Zhu Di schloss er davon mittlerweile nicht mehr aus. Auf die vergangenen guten Beziehungen zu seinem Vater konnte sich Zhu Di nicht verlassen. Er wartete ab, wen der alte Kaiser als designierten Nachfolger ernennen würde. Entgegen seiner Erwartung entschied sich sein Vater für seinen Enkel Zhu Yunwen.
Im Jahr 1398 verstarb Kaiser Hongwu und sein Enkel bestieg als Jianwen den Drachenthron. Die neue Regierung nahm einen schlechten Anfang für den Prinzen von Yan, denn der Jianwen-Kaiser verbot seinem ältesten Onkel Zhu Di ausdrücklich, an den Begräbnisfeierlichkeiten seines Vaters in Nanjing teilzunehmen. Das sollte nicht die einzige Demütigung bleiben, die Zhu Di von seinem Neffen, dem Kaiser, erfuhr. Zahlreiche folgten. Der Kaiserhof teilte das Misstrauen des Hongwu gegenüber den einflussreichen Prinzen an den Grenzen des Reiches angesichts ihrer enormen militärischen Machtfülle und der großen finanziellen Ressourcen, über die sie verfügten. Kaiser Jianwen und seine Berater suchten das kaiserliche System zu reformieren und die Machtkompetenzen der Prinzen erheblich zu beschneiden. Doch dies stieß unweigerlich auf den Widerstand der Prinzen. Zhu Di war das älteste Mitglied des kaiserlichen Clans, und an ihn wandten sich nun seine Brüder und Neffen, um eine entschiedene Reaktion zu fordern. Dies kam Zhu Di nicht ungelegen, sah er sich doch selbst als den rechtmäßigen Thronerben.

## Machtübernahme

Verlauf des Bürgerkriegs (1399–1402)

Nachdem Zhu Dis Versuch, eine Audienz beim Kaiser in Nanjing zu erwirken, gescheitert war, entschloss er sich zu handeln. 1399 erklärte er Nanjing den Krieg mit der Rechtfertigung, dass er seinen „kaiserlichen Neffen aus den Fängen übler Berater befreien“ müsse. Der Bürgerkrieg verlief zunächst sehr günstig für den Jianwen-Kaiser. Er hatte mehr Truppen und mehr Geld zur Verfügung sowie die bessere strategische Position. Recht schnell stand die kaiserliche Armee vor Beiping, das von Zhu Dis Frau, der Dame Xu, verteidigt wurde. Doch die gut ausgebaute Stadt hielt dem Ansturm stand.
Der Prinz von Yan wechselte daraufhin seine militärische Strategie. Erstens setzte er verstärkt auf seine mongolische Kavallerie. Als Fürst des Nordens hatten sich während seiner zwanzigjährigen Amtszeit dort zahlreiche Mongolenstämme ergeben, die ihm gegenüber nun uneingeschränkt loyal waren. Dieser Elitetruppe konnte die kaiserliche Kavallerie nicht standhalten. Zweitens befehligte Zhu Di im Gegensatz zum Jianwen-Kaiser seine Armee nun selbst, was ihm in der feindlichen Armee und auch in der Bevölkerung großen Respekt einbrachte. Der dritte Punkt sollte den Prinzen von Yan zum Kaiser machen. Anstatt Nanjing über den gut verteidigten Kaiserkanal erreichen zu wollen, führte der Prinz seine Armee westwärts über das Land. In offener Feldschlacht vermochten die Truppen des Jianwen den Prinzen nicht zu schlagen. Im Frühjahr 1402 gelang der Durchbruch. Zhu Di stand am unteren Yangzi. Die Unterhändler des Kaisers paktierten heimlich, und die Kommandeure der Flussarmee liefen über. Am 13. Juli 1402 öffneten Überläufer die Stadttore der Hauptstadt Nanjing. Angeblich hat Kaiser Jianwen daraufhin selbst das Feuer im Palast gelegt, um mit seiner Frau und seinem ältesten Sohn Selbstmord zu begehen.
Damit entschied Zhu Di den Bürgerkrieg für sich. Er bestieg nun am 17. Juli 1402 im Alter von zweiundvierzig Jahren selbst den Thron und nahm die Regierungsdevise Yǒnglè an, was Immerwährende Freude bedeutet. Gemäß der Tradition wurde sein Geburtsname Zhu Di damit zum Tabu, denn der Sohn des Himmels hatte als Gott keinen Namen mehr. Die Herrschaftsperiode Jianwen wurde aus den historischen Aufzeichnungen gestrichen, die fehlende Zeit einfach der Hongwu-Ära hinzugerechnet. Als erstes begann der neue Kaiser eine groß angelegte Säuberungsaktion. Alle Berater seines Neffen ließ er samt deren Familien hinrichten. Auch große Teile des Beamtenstabs wurden beseitigt. Viele begingen freiwillig Selbstmord, da sie Yongles Usurpation verachteten. Ein anderes gewichtiges Problem waren die verbliebenen zwei Söhne des Jianwen sowie dessen drei Brüder. Auch diese wurden als potenzielle Rivalen ausnahmslos exekutiert. Etwa 20.000 Personen fielen den Säuberungsaktionen in der Hauptstadt zum Opfer.

## Innenpolitik
Trotz des blutigen Anfangs wird die Herrschaft des Kaisers Yongle in der chinesischen Geschichtsschreibung als eine Blütezeit des Reiches gesehen. Die Epoche zeichnete sich durch steigenden Wohlstand und innere Stabilität aus, angeführt von einem überaus ambitionierten Kaiser und fähigen Beamten.

### Reichsinstitutionen

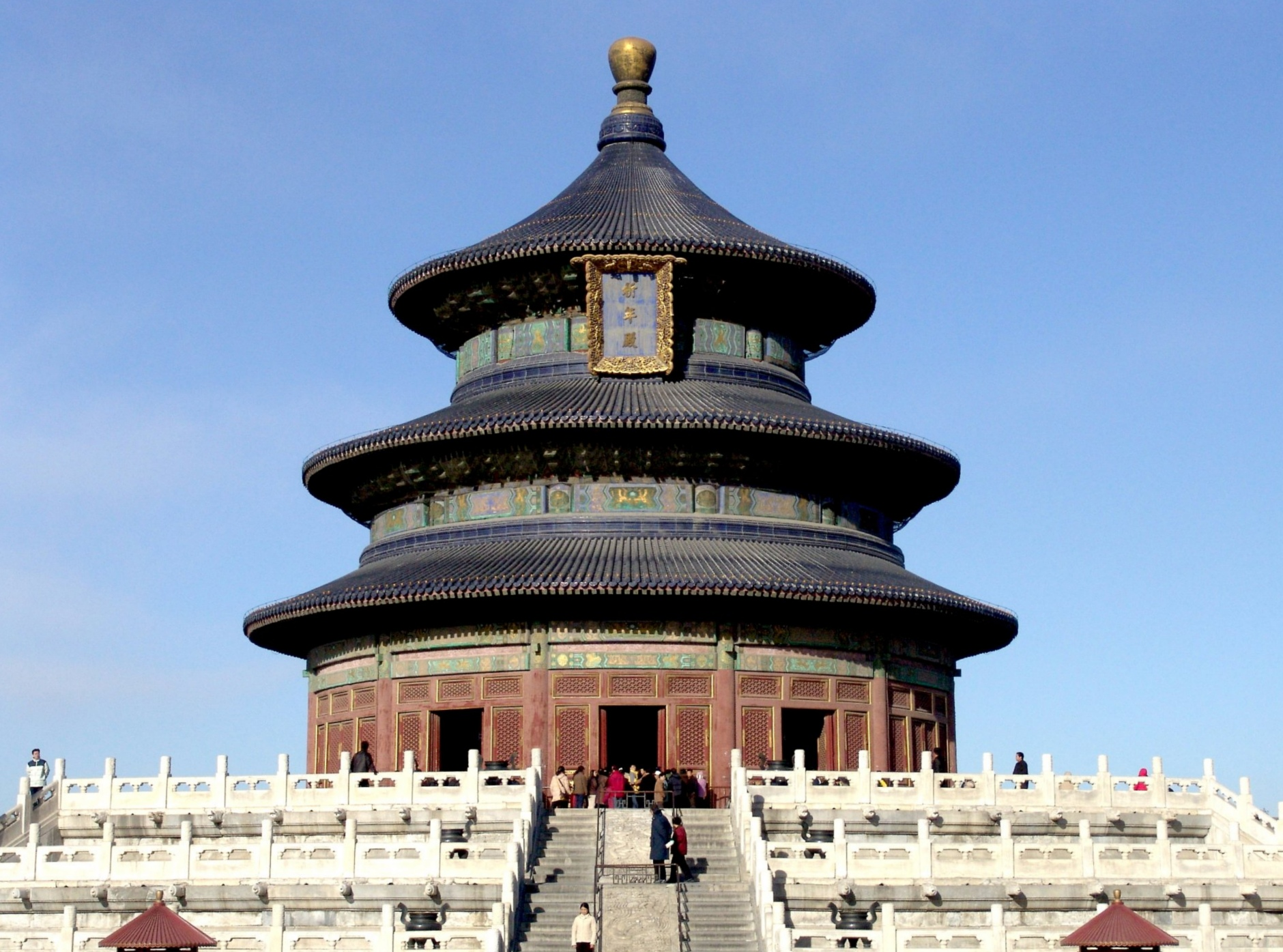
Der Himmelstempel, einer der bekanntesten Bauten des Yongle-Kaisers

Die erste offizielle Amtshandlung der Ära Yongle betraf die Privilegien der Ming-Prinzen. Mit der Stärke seiner Armeen im Rücken entzog Yongle den Prinzen unverzüglich die Kontrolle über ihre Truppen und nahm ihnen auch einen Großteil ihrer finanziellen Mittel. Damit war sichergestellt, dass sich ein Bürgerkrieg nicht wiederholte. Stück für Stück entmachtete Yongle seine männliche Verwandtschaft, ein Prozess, der unter seinem Enkel Xuande seinen endgültigen Abschluss fand.
Zunächst bezog der neue Kaiser die restaurierten Paläste von Nanjing und machte sich das Machtzentrum seiner einstigen Feinde zu eigen. Im Laufe eines Jahrzehnts tauschte er praktisch alle höheren Beamten aus oder schickte sie in weit entfernte Provinzen fernab der Hauptstadt. Der gesamte Verwaltungsapparat wurde neu besetzt mit loyalen Männern, die oftmals schon am Hof von Yan gedient hatten.
Die kaiserliche Bürokratie war ein Hauptaugenmerk des Kaisers. Die Zentralisierung der Verwaltung und damit die Machtbündelung in der Hand des Himmelssohns trieb Yongle konsequent voran. Aus dem persönlichen Beraterstab des Kaisers formte er eine neue mächtige Institution, das Neige. Dieser Geheimrat, besser bekannt als Großsekretariat, war mit Verwaltungsexperten besetzt, die im Inneren des Palastes ihren Dienst taten und ausschließlich dem Herrscher bei der Erledigung der Staatsangelegenheiten zur Hand gingen. Die Großsekretäre des Neige genossen nicht nur enormes Prestige, sondern konnten in späteren Zeiten auch große Macht auf sich vereinen.
Der Yongle-Kaiser sah sich zwar selbst gern als martialischen Herrscher, schätzte aber ebenso die klassische chinesische Bildung. Selbst ein begabter Kalligraf, förderte er die Literatenklasse und die kaiserlichen Beamtenprüfungen. Besonders talentierte Kandidaten holte Yongle zu sich an den Hof. Um die Arbeit der Gelehrten zu erleichtern, ließ er die bekannte Yongle-Enzyklopädie anlegen, die das gesamte Wissen der Zeit umfassen sollte. Über 2000 Beamte arbeiteten fünf Jahre an der Zusammenstellung dieses Werks, das nach seiner Fertigstellung 22.938 Kapitel mit mehr als 50 Millionen Wörtern umfasste. Die Yongle-Enzyklopädie war bei weitem zu umfangreich, um je regulär gedruckt zu werden. Daher wurden nur wenige Exemplare hergestellt. Das Originalmanuskript behielt der Kaiser im Palast, um es für sich selbst und seine Berater zu nutzen.

### Eunuchen

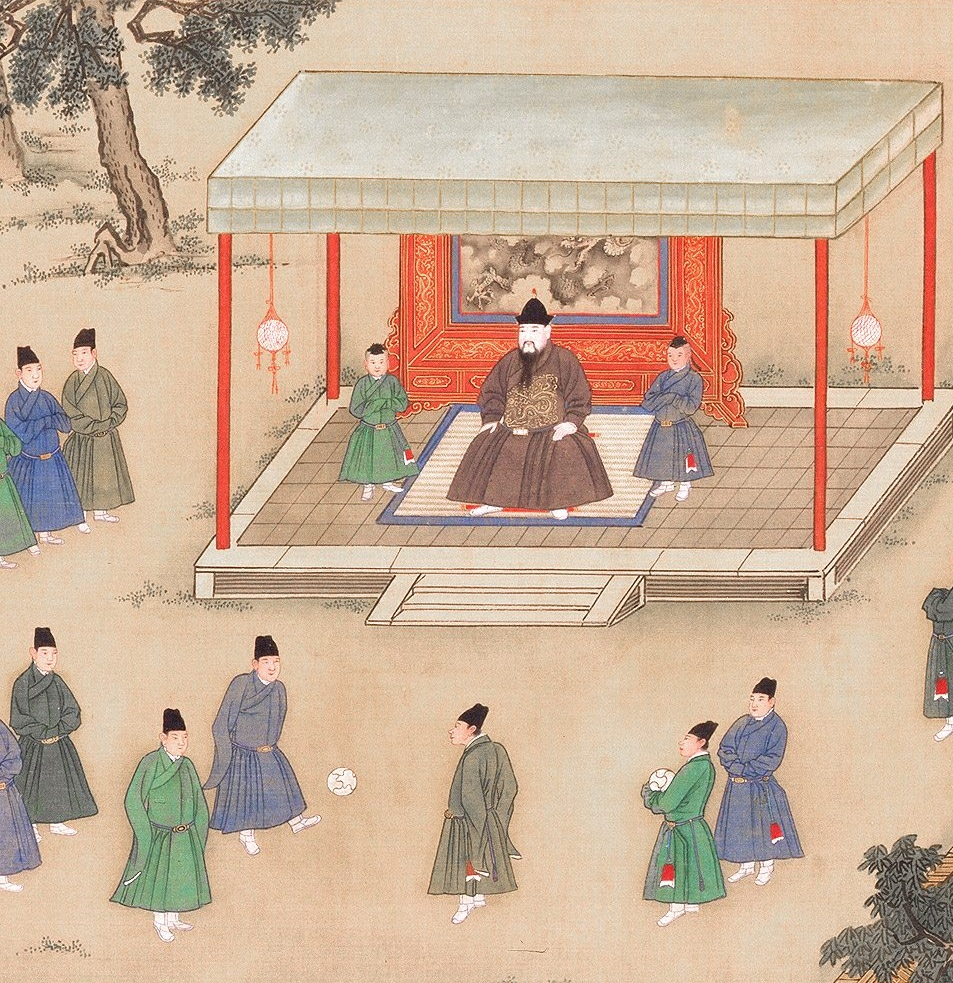
Kaiser Yongle schaut den Hofeunuchen beim Fußball zu. Bereits im 3. Jahrhundert vor unserer Zeitrechnung wurde in China mit Cuju (Ts’u-chü) ein Vorläufer des heutigen Fußballs gespielt.

Die Eunuchen waren zu allen Zeiten Teil der kaiserlichen Hofhaltung. Allein der kaiserlichen Familie war es erlaubt, sich solcher Personen zu bedienen. Die Eunuchen wurden besonders für ihre Loyalität geschätzt, da sie entweder als Kinder von ihren Familien an den Hof verkauft wurden oder gar keine Familienverbindungen mehr hatten. Somit waren sie vom Herrscher vollkommen abhängig. Wie die Palastdienerinnen waren auch die Eunuchen Angestellte im Range eines Beamten, mit zahlreichen Aufstiegsmöglichkeiten. Diese speziellen Diener umgaben den Kaiser und seine Familie ständig, auch in privatesten Augenblicken.
Kaiser Yongle setzte verstärkt auf Eunuchen, sowohl als Palastdiener wie auch als Repräsentanten seiner kaiserlichen Autorität. Er sorgte nicht nur für eine exzellente Ausbildung der Hofeunuchen, sondern gründete ebenfalls die so genannten Vierundzwanzig Büros der Palastverwaltung, welche ausschließlich mit Eunuchen besetzt wurden. Diese Vierundzwanzig Büros setzten sich zusammen aus den Zwölf Aufsichtsräten, den Vier Agenturen und den Acht Unterbüros. Alle diese Abteilungen waren mit der Organisation des Palastlebens beschäftigt, also der Verwaltung der kaiserlichen Siegel, Pferde, Tempel und Schreine, der Beschaffung von Lebensmitteln und Gegenständen, aber auch das Putzen und die Gartenpflege gehörten zu den Aufgaben der Eunuchen.
Im Jahr 1420 erweiterte Yongle die Arbeiten seiner Eunuchen um geheimdienstliche Tätigkeiten. Er schuf das Östliche Depot (Dongchang), einen berüchtigten Geheimdienst, in dem Eunuchen unablässig damit beschäftigt waren, die Beamten daraufhin zu überprüfen, ob diese korrupt oder illoyal waren.
Ergänzt wurde das Östliche Depot durch die Garde in den Brokatuniformen (Jinyi wei), eine Elitetruppe aus Leibwächtern des Kaisers. Die Brokatkleidgarde bestand ausschließlich aus verdienten Soldaten mit großer Kampferfahrung und diente als Militärpolizei. Sie überwachte das Gefängnis des Östlichen Depots und führte auf dessen Veranlassung Verhaftungen und Verhöre durch. Die Garde in den Brokatuniformen war ganz allgemein für sämtliche sensiblen Aufträge der Regierung zuständig. Durch dieses enge Netz geheimdienstlicher Überwachung wollte Yongle sicherstellen, dass er über alles innerhalb und außerhalb des Palastes informiert war. So konnte er möglichen Aufrührern schnell entgegenarbeiten, aber auch überprüfen, ob Eingaben und Berichte, die man ihm übersandt hatte, der Wahrheit entsprachen.

### Peking

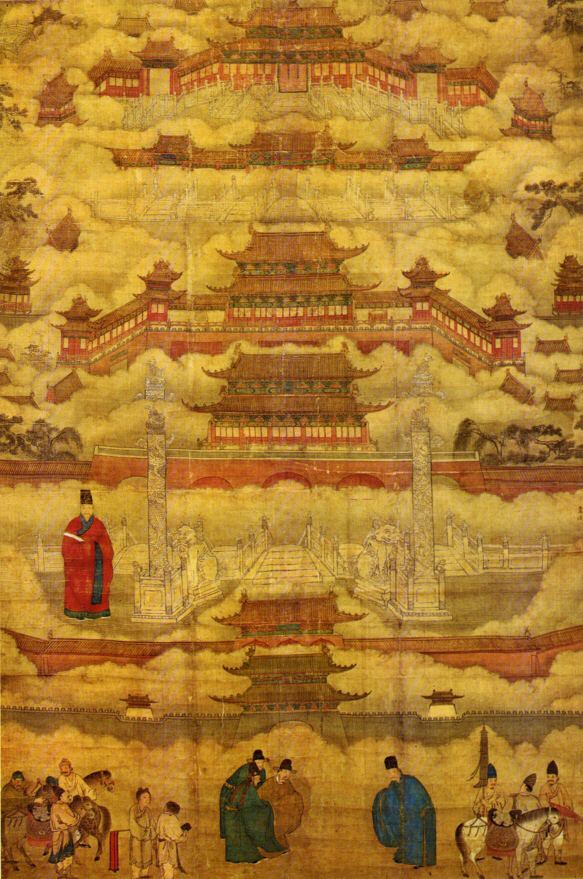
Ankunft in der Verbotenen Stadt – Malerei, Ming-Zeit, um 1500

Nach seiner Thronbesteigung residierte Yongle vorerst noch in Nanjing. Dort ließ er zu Ehren seiner Mutter als erstes großes Bauprojekt den Bao’en-Tempel mit der berühmten Porzellanpagode errichten. Seine alte Residenz Beiping benannte er in Shuntian (Dem Himmel gehorsam) um.
Bereits 1406 ließ Yongle verkünden, dass er die Hauptstadt in den Norden verlegen würde. Dabei benannte er Shuntian in Peking, die Nördliche Hauptstadt, um. Die Baupläne waren umfangreich. Sowohl den Kaiserpalast von Nanjing als auch die alten Paläste der Mongolen befand der Kaiser als zu klein und zu wenig repräsentativ. Die gesamte Innenstadt des einstigen Dadu der Yuan-Khane wurde dem Erdboden gleichgemacht. Peking sollte völlig neu erstehen. Als Abbild der Weltordnung umfasste es vier Bezirke, die quadratisch ineinandergeschachtelt waren. Im Zentrum wurde die Purpurne Verbotene Stadt errichtet, die etwa doppelt so groß war wie die alten Paläste. Gefolgt von der Kaiserstadt, in der sich kaiserliche Parkanlagen, die westlichen Seenpaläste und weitere Residenzen für Prinzen und Beamte befanden. Danach folgten die innere und die äußere Wohnstadt für die normale Bevölkerung.
Bereits zum Ende der Yongle-Regierung umfasste Peking mit seinen Außenbezirken etwa 350.000 Einwohner. Seit 1408 verbrachte der Kaiser die meiste Zeit in Peking, um die Bauarbeiten persönlich zu überwachen. Er ließ seinen Kronprinzen Zhu Gaozhi in Nanjing zurück, der dort einen provisorischen Regentschaftsrat leitete und die alltägliche Routine erledigte. Nanjing wurde offiziell erst 1421 zur Nebenresidenz degradiert und musste damit Peking als Regierungssitz weichen.
Die ausschlaggebenden Punkte für eine Verlagerung der Hauptstadt waren zum einen, dass Yongle die Region von Nanjing verlassen wollte, da sie ihm als am wenigsten vertrauenswürdig erschien. In Nanjing hatte sein Neffe Jianwen regiert, dort gab es noch immer Kräfte, die gegen ihn arbeiteten. Seine alte Residenz im Norden war zugleich seine Machtbasis, wo es zahlreiche mächtige Familien gab, die ihm den Aufstieg verdankten. Zum anderen war das Mongolenproblem noch immer präsent. Im fernen Nanjing war er von den Ereignissen an den Grenzen abgeschnitten. Da Yongle eine offensive Politik gegen die nördlichen Gebiete plante, brauchte er räumliche Nähe zur Steppe und kurze Reaktionszeiten für die Armee. In Peking boten sich also innen- wie außenpolitische Vorteile an.

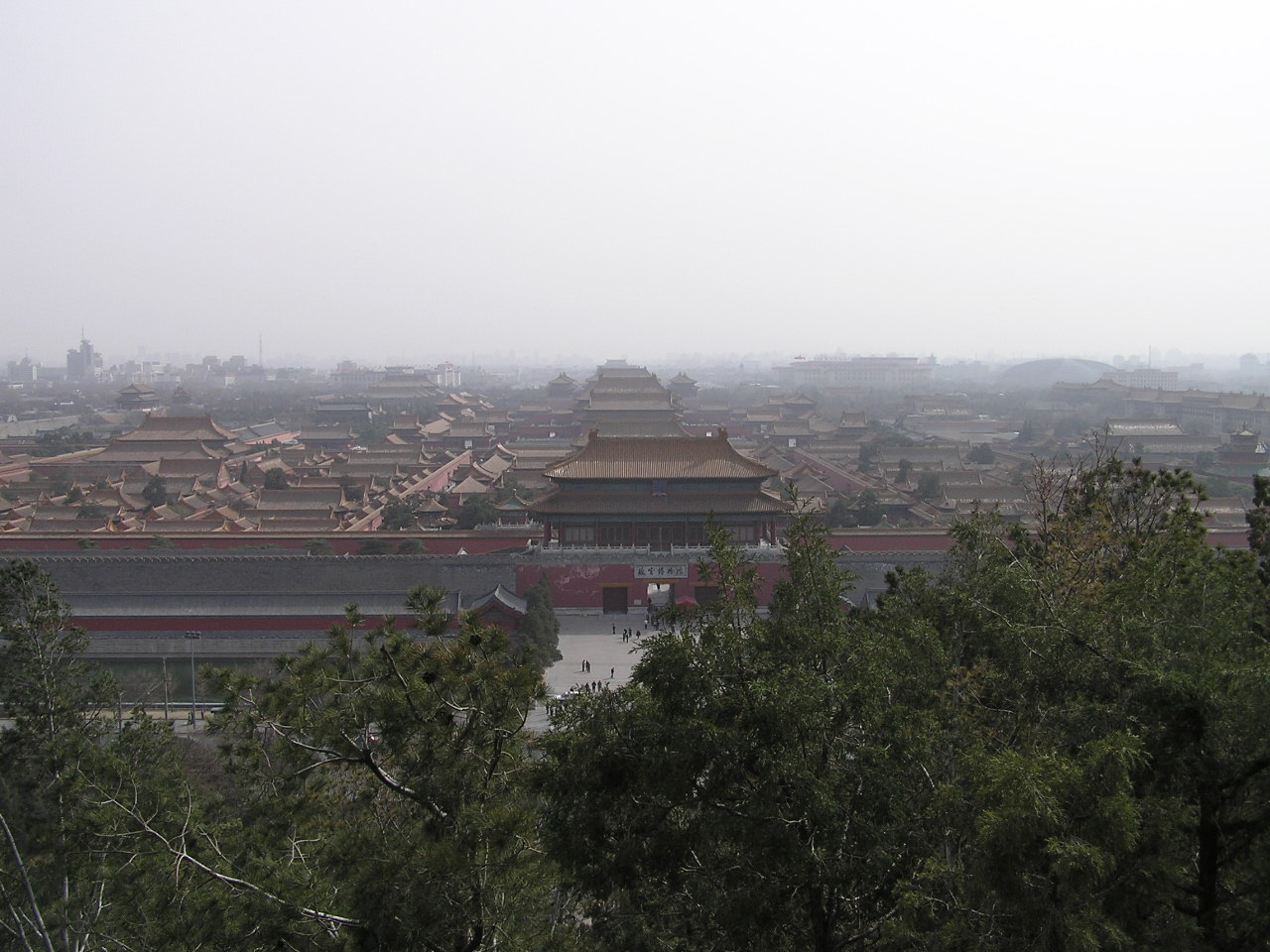
Blick über Yongles Palast, die Verbotene Stadt
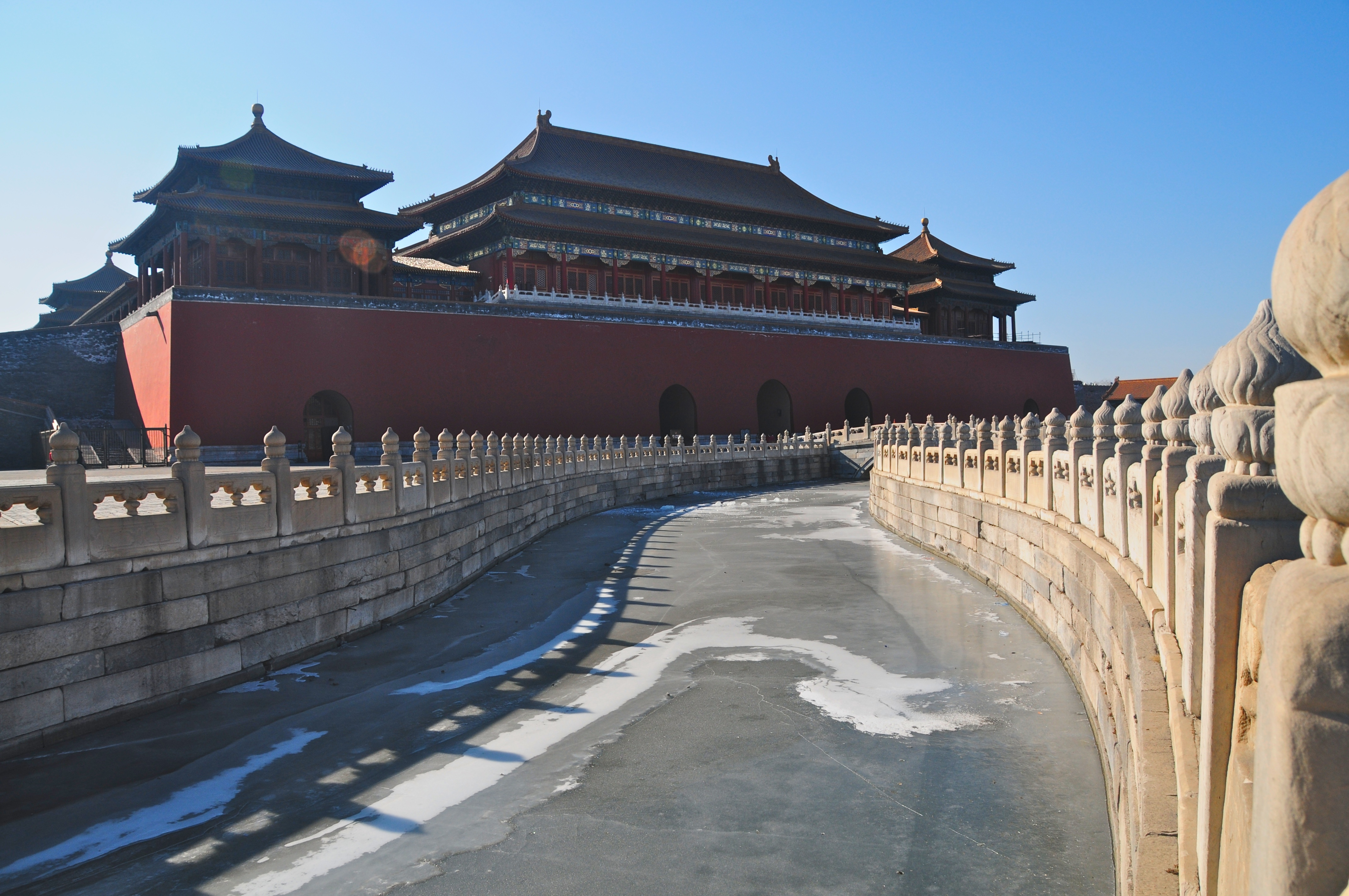
Mittagstor und Goldwasserfluss
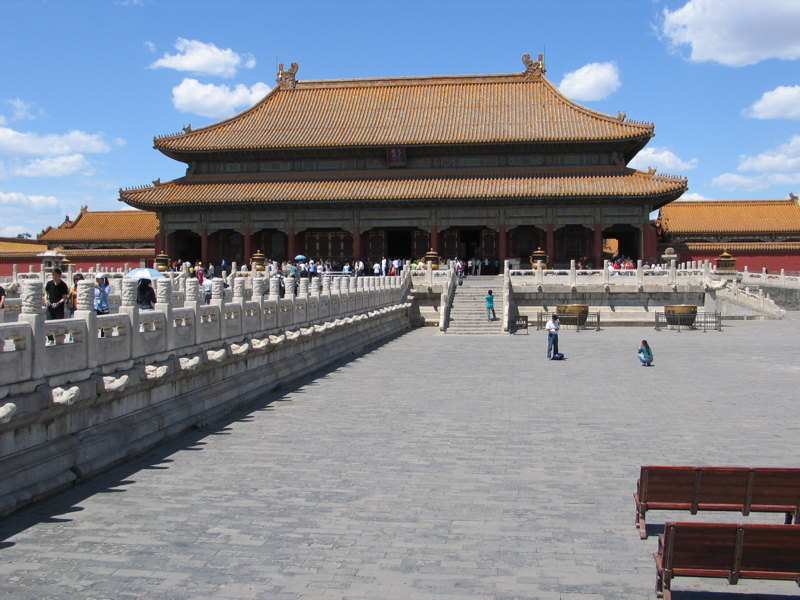
Palast der Himmlischen Reinheit, Privatgemächer
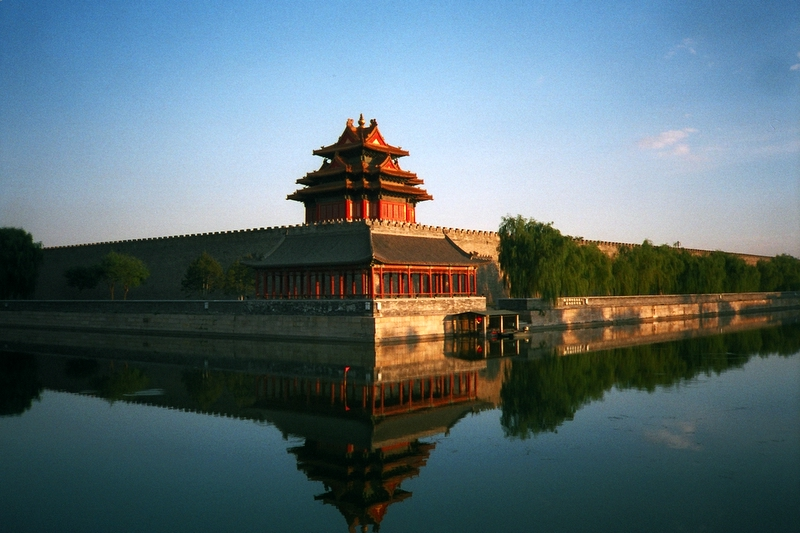
Eckturm des Kaiserpalasts
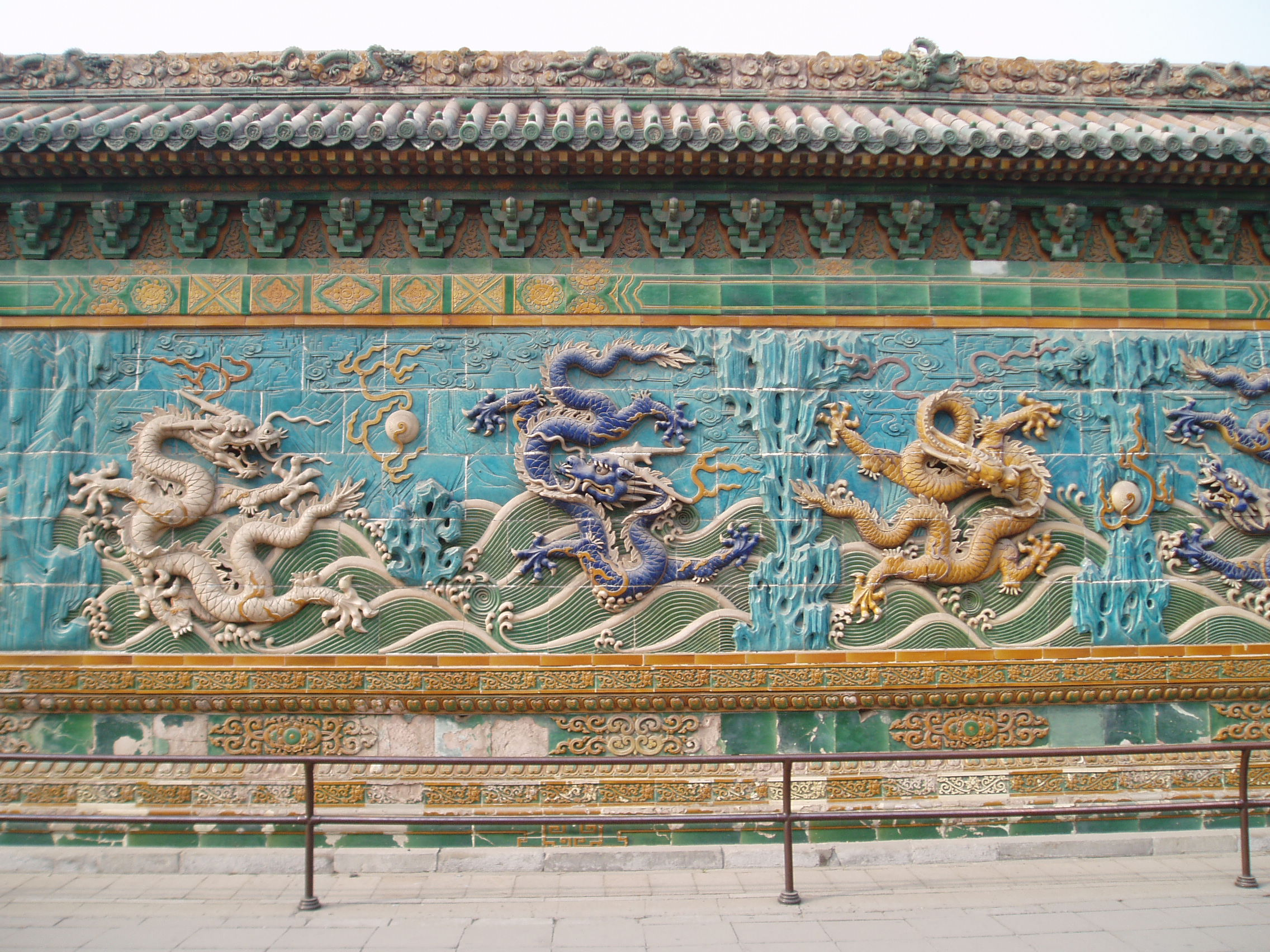
Neundrachenmauer im Beihai-Park

Kaiser Yongle ging darüber hinaus als einer der bautätigsten Himmelssöhne überhaupt in die Geschichte ein. Neben dem neuen Palastbezirk von Peking ließ er in seiner neuen Hauptstadt zahlreiche große Tempelanlagen erbauen, darunter den Himmelstempel für das Opfer an die höchste kosmische Ordnung und viele bekannte Bauten mehr. Um Peking mit ausreichend Nahrungsmitteln aus dem Süden versorgen zu können, ließ Yongle den Kaiserkanal restaurieren und bis vor die Stadt ausbauen. Die gewaltigen Mengen an Gütern, die Peking verschlang, machten den Kanal bald wieder zur Haupthandelsroute des Reiches.
Auch außerhalb der Hauptstadt wurde der Kaiser als Bauherr tätig. Besonders erwähnenswert ist seine Bautätigkeit in den Wudang-Bergen. Dort erbaute er für über eine Million Silberunzen einen daoistischen Tempel, der sogar zu einem Staatsschrein erhoben wurde. Der Wudang-Tempel war einem daoistischen Kriegsgott geweiht, zog schnell große Mengen von Pilgern an und ist bis heute als das Zentrum des Kungfu bekannt.

## Außenpolitik
Kaiser Yongle suchte die Position Chinas in der Welt zu festigen. Außenpolitischen Bedrohungen und Feinden ging er nicht aus dem Weg, sondern versuchte diese militärisch unschädlich zu machen. Seine Herrschaft war von einem hohen Sendungsbewusstsein nach außen geprägt. Der Kaiser wollte allen Nachbarregionen nicht nur verdeutlichen, dass das Reich der Mitte unter einer han-chinesischen Dynastie wieder erstarkt war, sondern ebenfalls aufzeigen, dass China die Hegemonialmacht Asiens sei, mit dem Sohn des Himmels im Zentrum der Weltordnung.

### Mongolenfeldzüge

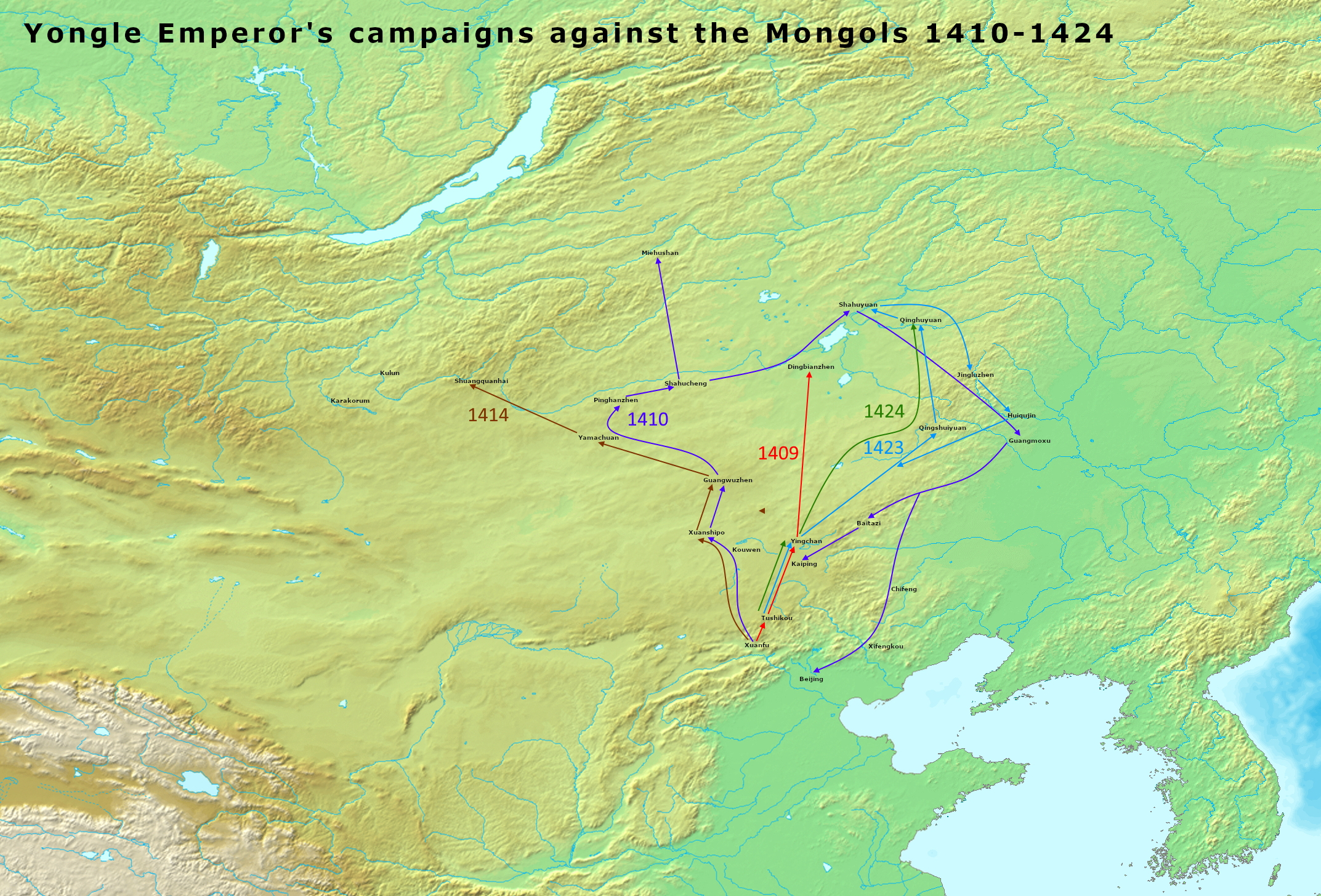
Mongolenfeldzüge unter Yongle

Das China der Ming-Zeit fühlte sich ständig von den nördlich lebenden Mongolenstämmen bedroht. Während der Yongle-Ära war die Vertreibung der Yuan-Khane gerade erst vierzig Jahre her. Deshalb betrachtete man in China eine Invasion der Nachkommen Dschingis Khans zur Zurückeroberung der Macht oder mögliche Plünderungsfeldzüge als eine realistische Bedrohung. Yongle versuchte diese potentielle Gefahr zu beseitigen. Viele Mongolen waren nach 1368 in China geblieben und wurden zu loyalen Untertanen der Ming. Diese Gruppe konnte der Kaiser für sich nutzen, zum einen als Elitesoldaten, zum anderen als Instrumente gegen ihre Vettern aus der Steppe. Die meisten treuen Mongolenfamilien wurden an der Nordgrenze in Pufferzonen angesiedelt. Doch Yongle versuchte die feindlich gesinnten Steppenbewohner auch mit Ehrentiteln und Geschenken ruhigzustellen. Dies gelang nur selten.
Die Mongolen hatten ihre einstige Größe eingebüßt und lebten zersplittert in zwei großen politischen Blöcken, den westlichen und östlichen Mongolen. Die Westmongolen, auch Oiraten genannt, waren ein recht stabiles Gebilde, doch von China weiter entfernt. Die Chalcha im Osten wiederum lebten unmittelbar an den nördlichen Grenzen Chinas und stellten insoweit eine unmittelbare Gefahr dar, waren aber andererseits in sich zerstritten. Yongle wollte jede militärische Wiedervereinigung der mongolischen Kräfte verhindern und die Mongolen weiter schwächen.
Zunächst dehnte er die Reichsgrenzen weit nach Nordosten aus, wo er die chinesische Provinz Mandschurei gründete. Die Jurchen der Nordmandschurei wurden in einem Protektorat zusammengefasst, indem man mit ihnen Allianz- und Freundschaftsverträge abschloss. Dadurch sollte der Druck auf die Mongolen erhöht werden. Als jedoch der Mongolengeneral Arughtai zahlreiche Stämme der Ostmongolen vereinigen konnte und sogar einen Gesandten der Ming hinrichten ließ, verstärkte Yongle seine militärischen Ambitionen. In groß angelegten Feldzügen attackierte er die Mongolengebiete. Yongle befehligte persönlich fünf Feldzüge gegen die Mongolenstämme: 1409, 1410, 1414, 1423 und 1424. Die Truppenstärke belief sich dabei angeblich auf etwa 250.000 Mann, die der Kaiser tief in die Mongolei hineinführte. Dabei konnte er den Mongolen schwere Niederlagen beibringen.
Obwohl Yongles Mongolenfeldzüge als erfolgreich galten, waren sie nie von einem endgültigen Sieg gekrönt. Die Gefangennahme Arughtais konnte nicht erreicht werden, und immer wieder schafften es die Mongolen, sich zu reorganisieren und neue Truppenteile zur Abwehr aufzustellen. Yongle konnte die nördlichen Stämme zwar in Schach halten und neue Gebiete im Norden erobern, aber eine endgültige Lösung der Grenzprobleme im Norden erreichte auch er niemals.

### Krieg in Annam
Im Jahr 1400 stürzte Hồ Quý Ly gewaltsam die bis dahin in Đại Việt (bekannt als Annam, dem heutigen Vietnam) herrschende Trần-Dynastie und rief sich selbst zum Kaiser aus. 1401 dankte er zu Gunsten seines Sohnes Hồ Hán Thương ab und sandte im Mai 1403 eine Delegation an den Ming-Hof, um dessen Herrschaft per Anerkennung durch die Ming-Dynastie zu legitimieren. Die Delegation informierte den Ming-Hof darüber, dass die direkte Herrscherlinie der Tran ausgestorben sei, und begründete den Anspruch Hồ Hán Thươngs auf den Thron mit dessen Status als Neffe des verstorbenen Tran-Kaisers. Da der Ming-Hof über die Ereignisse und den gewaltsamen Umsturz der Tran-Dynastie in Dai Viet nicht informiert war, bestätigte er den Thronanspruch von Hồ Hán Thương.

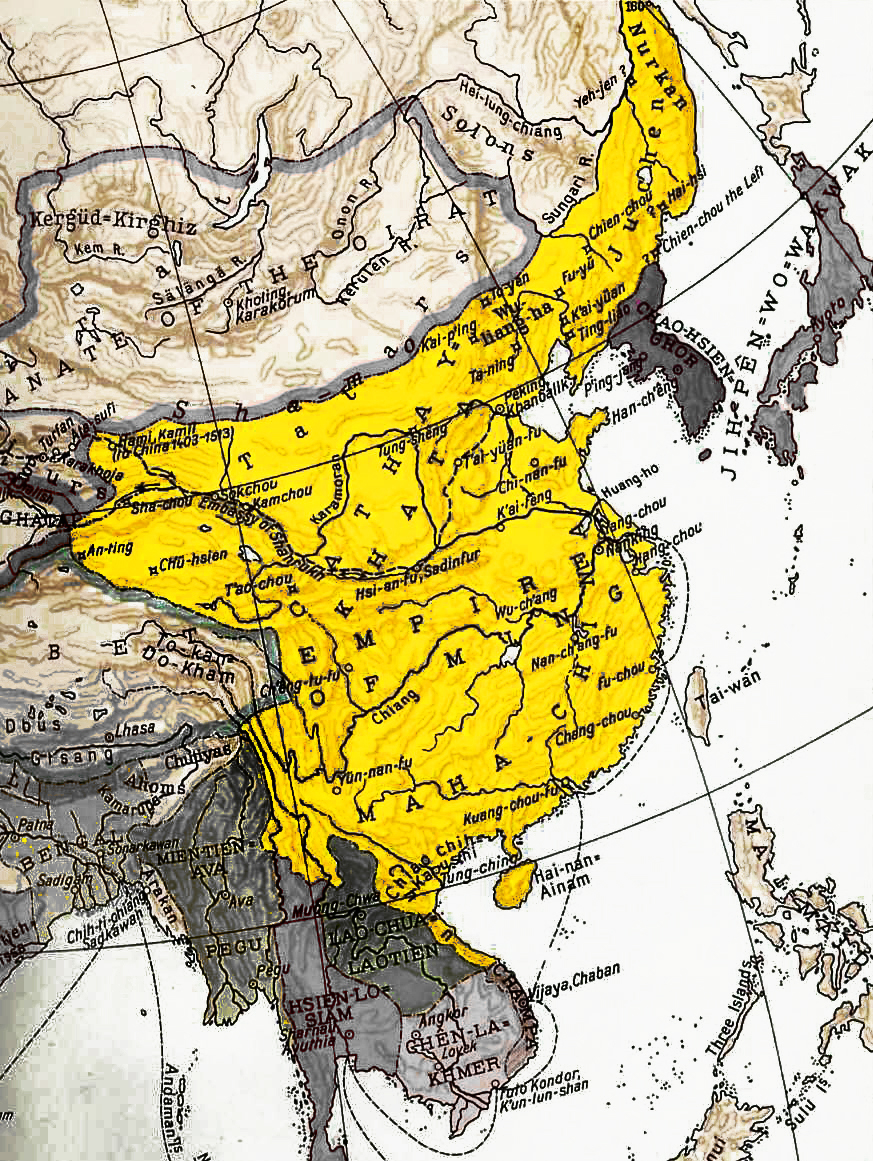
Das Ming-Reich unter Yongle

Im Oktober 1404 kam jedoch Trần Thiêm Bình an den kaiserlichen Hof in Nanjing und informierte den Hof über die Ereignisse und den Umsturz in Dai Viet. Da er den Titel als Tran-Prinz für sich beanspruchte, erbat er die Hilfe des Ming-Hofs beim Versuch, die Tran-Dynastie wieder einzusetzen. Nachdem diese Ereignisse durch weitere Quellen bestätigt waren, erließ der Ming-Hof unter Yongle 1405 einen Erlass, der Hồ Hán Thươngs Abdankung und die Rückkehr der Tran auf den vietnamesischen Thron forderte. Hồ Quý Ly zweifelte den Anspruch an, gab jedoch vor, sich dem Verdikt des Ming-Hofs zu fügen, sein Unrecht einzugestehen und Trần Thiêm Bình als König zu empfangen. Daraufhin wurde dieser unter dem militärischen Schutz einer Ming-Delegation zurück nach Dai Viet begleitet. Als die Delegation 4. April 1406 jedoch bei Long Son die Grenze überquerte, wurde sie von Hô's Anhängern attackiert und Trần Thiêm Bình wurde getötet.
Wohlwissend, dass der Ming-Hof reagieren werde, schlug Hồ Quý Ly einen außenpolitischen Konfrontationskurs ein, mit weiteren Angriffen entlang der Grenze zwischen beiden Ländern. Als Yongle die Nachricht von dem Angriff auf die Ming-Delegation hörte, sagte er Berichten zufolge: "Wenn wir sie nicht zerstören, wozu dienen dann Armeen?" Am 16. Juli 1406 legte eine kaiserliche Proklamation "20 formelle Gründe" fest, warum Truppen gegen Annam entsandt wurden.
1406 marschierte eine Ming-Armee in Annam ein und annektierte das Land. Yongle war der Ansicht, dass Annam, da es von der Han- bis zur Tang-Zeit chinesische Provinz war, ohnehin ein natürlicher Bestandteil Chinas sei. Außerdem wollte der Kaiser so die militärische Stärke Chinas unter Beweis stellen. Im Namen der Ming-Dynastie wurde die erzwungene Assimilation der Bevölkerung vorangetrieben. Es wurden Kulturgüter und Schriftgut zerstört, inklusive historischer und Gesetzestexte. Steuern und Abgaben brachten die Bevölkerung weiter gegen die Besatzung auf. Die Folge waren weitreichende Rebellenbewegungen, die bekanntesten unter Lê Lợi ab 1418. Dieser einte das Land schließlich nach dem Tod Yongles im Jahr 1428 und rief sich mit Anerkennung des Ming-Kaisers Xuande zum Kaiser aus. Dabei kam Lê Lợi auch ein Umorientieren in der Außenpolitik der Ming zugute. 
Dieser Krieg galt als größter Fehler des Yongle-Kaisers, da Annam weder wirtschaftlich noch strategisch für China attraktiv war. Sein Enkel Xuande nahm eine moderatere Haltung gegenüber Annam ein, beendete den Krieg und legitimierte die Lê-Dynastie als neues Herrscherhaus von Annam.

### Schatzflotte
Siehe Hauptartikel: Zheng He

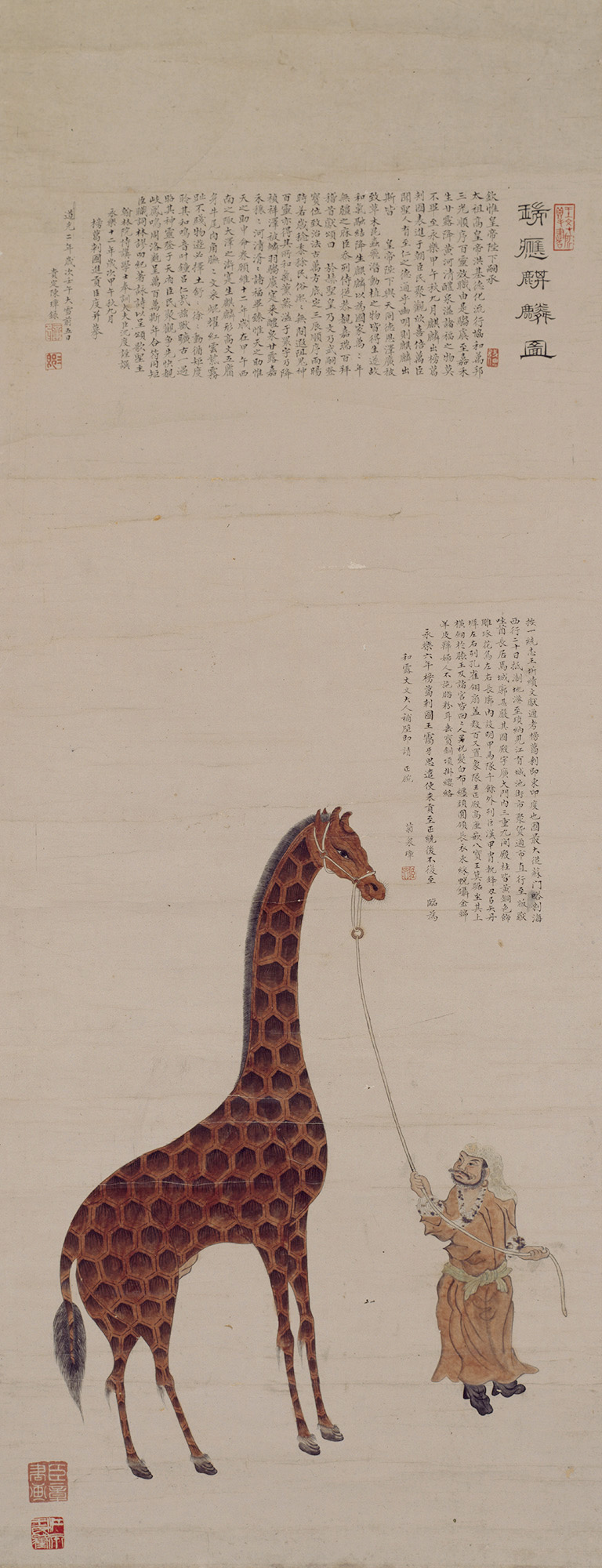
Das Manuskript „Tribut – Giraffe mit Begleiter“ mit der Darstellung einer Giraffe, die vom Sultan von Bengalen Ghiyasuddin Azam Shah aus dem somalischen Ajuran-Reich mitgebracht und später im dreizehnten Jahr von Yongle (1415) dem Ming-Hof geschenkt wurde und von Zheng He nach China gebracht wurde (Malerei von Shen Du)

Unter allen Projekten des Yongle gehören die Fahrten der Schatzflotte zu den beeindruckendsten. Der Kaiser gab unmittelbar mit seiner Thronbesteigung den Auftrag zum Bau einer Flotte, die aus großen Dschunken unter roten Seidensegeln bestand (siehe Schatzschiff) und angeblich mit etwa 300 Schiffen 33.000 Personen transportierte.
Ein Hauptziel seiner Flottenpolitik war, die seefahrenden Länder davon in Kenntnis zu setzen, dass er nun der rechtmäßige Herrscher auf Chinas Thron war. Fremdländische Herrscher sollten durch die Größe der Flotte eingeschüchtert werden, indem sie die Überlegenheit und den Glanz Chinas widerspiegelte. Die ausländischen Könige wurden eingeladen, persönlich oder vertreten durch einen Botschafter an den Kaiserhof der Ming zu kommen, um sich dort dem Sohn des Himmels mit dem dreifachen Kotau zu unterwerfen.
Als Oberkommandierenden seiner Schatzflotte wählte Yongle seinen Hofeunuchen Zheng He. Schon als Jugendlicher war Zheng He an den Hof von Yan gelangt und hatte dort das Vertrauen des Prinzen erworben. Im Bürgerkrieg kommandierte Zheng He erfolgreich eine Armeekompanie, und nach dem Amtsantritt des Yongle blieb Zheng He einer der wichtigsten Vertrauten des Kaisers. Als Expeditionsleiter geeignet war Zheng He, weil er zur loyalen Gruppe der Eunuchen zählte und weil er Moslem war. Yongle wollte vornehmlich Kontakt mit Gebieten aufnehmen, in denen der Islam die vorherrschende Religion war. Daher übergab er das Kommando jemandem, der nicht nur ein vertrauenswürdiger Diener war, sondern sich auch mit den Eigenarten der fremden Völker auskannte.
Zheng He unternahm auf Yongles Anweisung im Zeitraum von 1405 bis 1422 sechs große Fahrten, die ihn bis an die Küsten Arabiens und Afrikas führten. Dabei befuhr er allerdings Routen, die die Chinesen bereits seit Jahrhunderten mit ihren Dschunken nutzten, weshalb die Bezeichnung „Expedition“ als eher unangemessen gelten muss. Neu waren hingegen die enorme Größe der Flotten, dass der Kaiser selbst der Auftraggeber war und dass der Profit bei dieser Unternehmung völlig zweitrangig war. Zheng He sollte Diplomatie betreiben und allen besuchten Ländern die Pracht Chinas verkünden. Mit großer Zufriedenheit konnte Kaiser Yongle unzählige Gesandtschaften aus ganz Südasien in der Hauptstadt begrüßen, die bereitwillig dem Himmelssohn ihren „Tribut“ überbrachten. Es gelang Yongle also tatsächlich, sein Prestige im Ausland enorm zu steigern.
Das politische Hauptziel wurde übererfüllt, aber die Kosten sprengten alle Handelsgewinne. Die Schatzflotte vermochte zwar enorme Mengen Güter zu transportieren, doch diese dienten allein zur Refinanzierung der Unterhaltskosten. Außerdem waren die meisten transportierten Gegenstände als Geschenke für den Kaiser gedacht, wurden also nie verkauft und verblieben im Besitz des Hofes. Unter anderem erwarb Zheng He in Dschidda für seinen kurzsichtigen Herrn einen Satz Brillen aus Venedig, eine europäische Erfindung, die in China bis dahin völlig unbekannt war. So überwältigend und erfolgreich die Seereisen des Zheng He auch waren, so stellten sie andererseits eine riesige Belastung für den Staatshaushalt dar. Deshalb legten viele Berater und Minister des Kaisers schon zu Yongles Zeiten heftigen Einspruch gegen eine Handelsflotte ein, die allein vom Staat getragen werden musste und außer Ruhm nichts einbrachte. Deshalb sprach sich die Beamtenelite dafür aus, es beim privaten Seehandel zu belassen.

### Korea und Japan

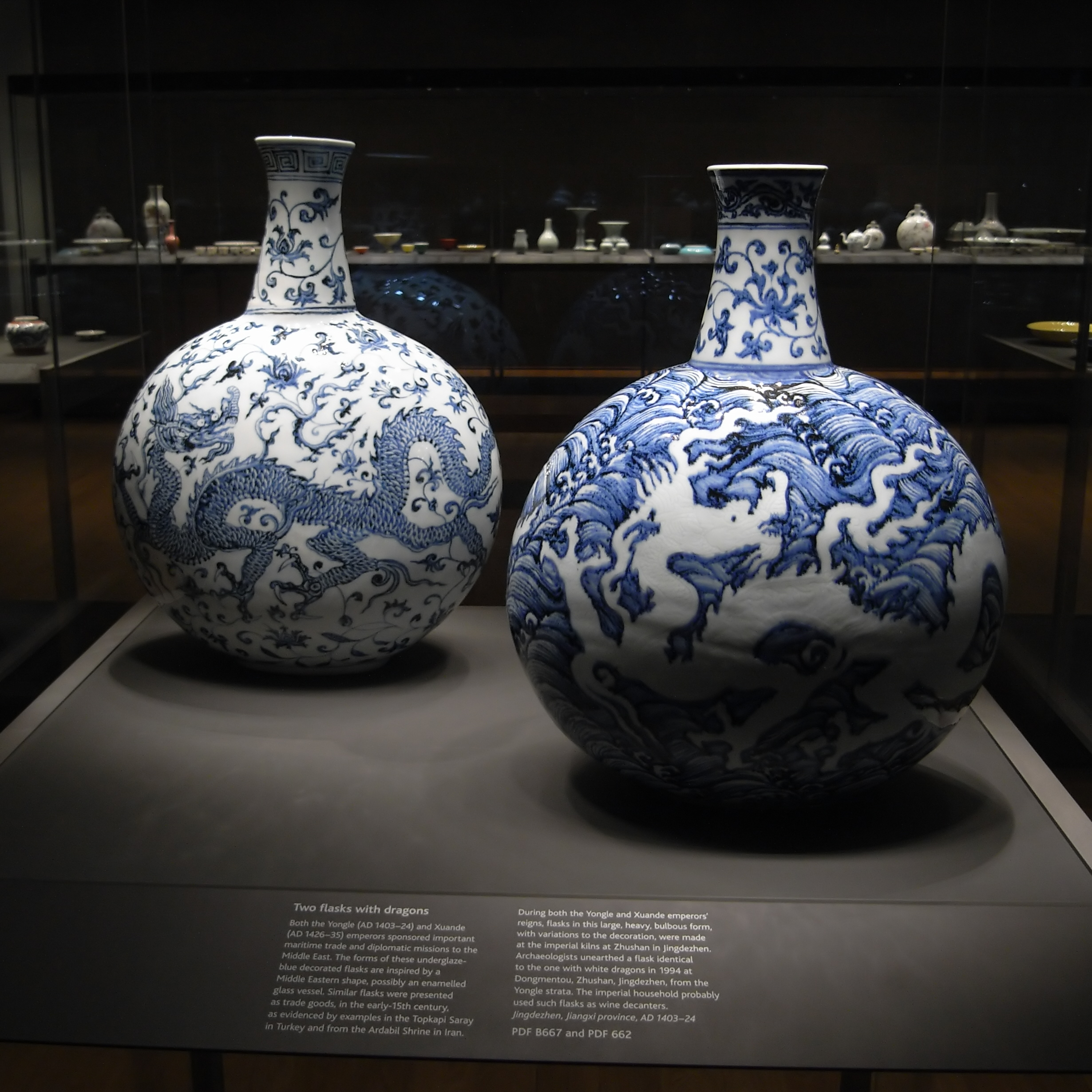
Yongle-Porzellan: Begehrte Exportware

In Korea war 1392 durch einen Staatsstreich die Joseon-Dynastie gegründet worden. Schon als Prinz in Yan pflegte Zhu Di gute Kontakte zum koreanischen Königshof. Nach Yongles gewaltsamer Machtübernahme war die neue Joseon-Dynastie nur allzu bereit, den Regimewechsel in China zu akzeptieren. Da Korea der reichste chinesische Vasall war, war es auch der wichtigste unter allen Vasallenstaaten. Yongle zeigte sich dankbar für dessen schnelle Unterwerfung unter seine Oberhoheit und bedachte es bei Audienzen seiner Gesandten mit reichen Geschenken.
Auch zu Japan suchte Yongle gute Kontakte. Die in der Vergangenheit oft angespannten Beziehungen sollten sich normalisieren. Yongle plante auch Japan in den Wirkungsbereich seines Einflusses hineinzuziehen. Doch da die Japaner nie chinesischer Vasall waren und auch nicht wurden, traten sie stets mit großem Selbstvertrauen auf. Eine gute Gelegenheit zur politischen Offerte bot sich an, als Shōgun Ashikaga Yoshimitsu 1403 eine Gesandtschaft zu Yongle schickte. Da er in Geldnöten war, versuchte der Shogun den sehr profitablen Chinahandel Japans unter seine Kontrolle zu bringen. Yongle bot ihm ein Handelsmonopol an und finanzielle Zuwendungen, wenn er sich formal unterwerfe. Tatsächlich nahm Yoshimitsu den Titel König von Japan an und akzeptierte zahlreiche Geschenke von Yongle, die der Shogun stolz zu präsentieren wusste. Letztlich blieb der Titel aber ein Amt ohne jegliche Relevanz und der Einfluss der Ming blieb nach dem Tode Yoshimitsus vernachlässigbar, sein Nachfolger zeigte auch weit weniger Interesse am Chinahandel.

## Tod und Nachfolge

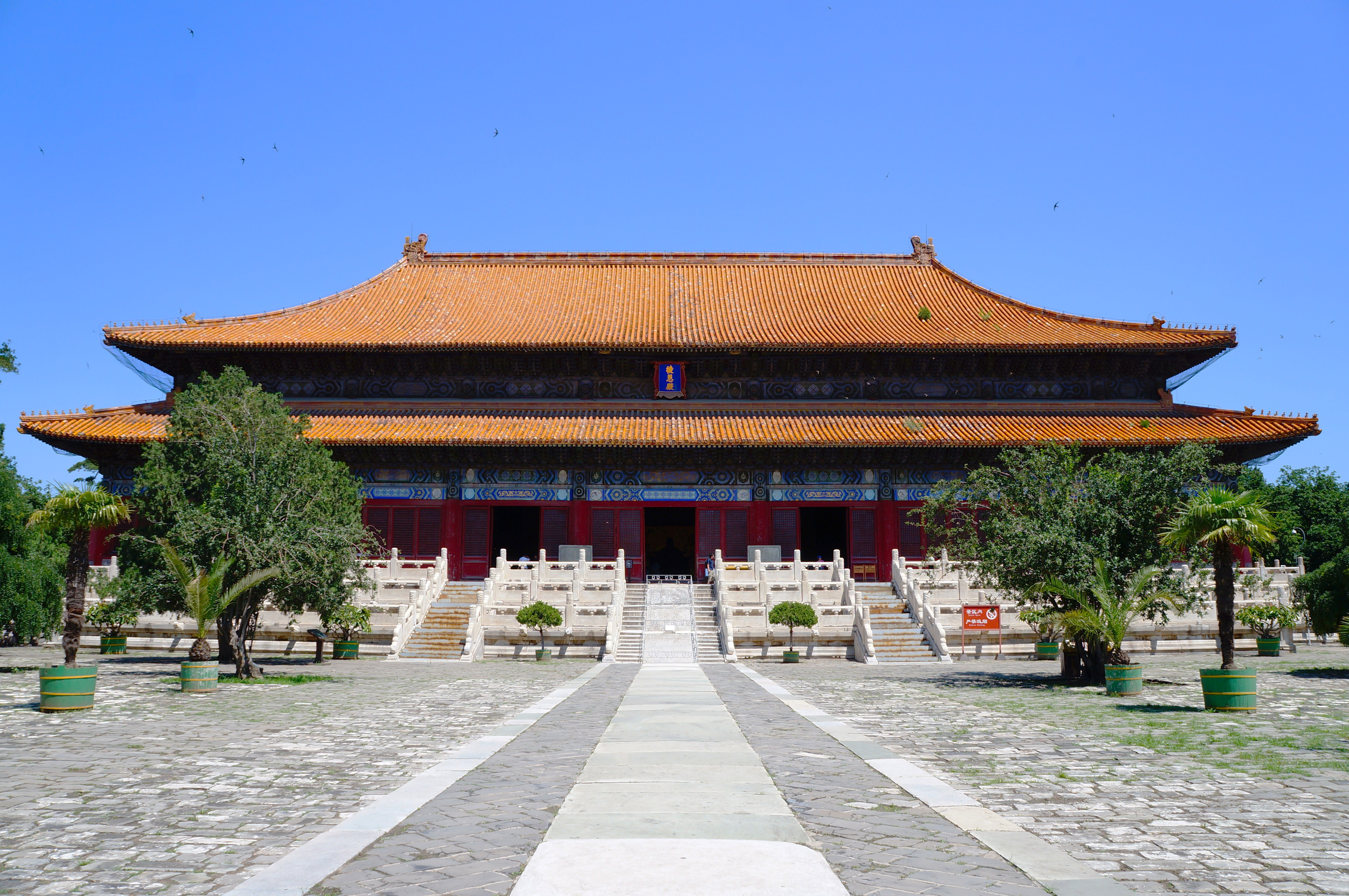
Changling-Mausoleum: Halle der himmlischen Gunst

Der Yongle-Kaiser starb am 12. August 1424 während seines letzten Feldzugs gegen die Mongolen in der Inneren Mongolei im Alter von 64 Jahren an einem Schlaganfall. Schon in den Jahren zuvor hatte der Kaiser mehrere leichte Schlaganfälle erlitten, hatte sich jedoch jedes Mal wieder erholt. 1424 machte er sich, körperlich bereits angeschlagen, mit seiner Armee von Peking aus auf den Weg in die Mongolei. Offenbar erlitt er auf dem Rückweg einen letzten schweren Anfall, in dessen Verlauf er vier Tage später verschied. Kurz vor seinem Tod war er noch fähig, seinem General Zhang Fu eine letzte Instruktion mitzuteilen: Übergebt dem Kronprinzen den Thron; folgt in Fragen der Begräbniskleidung, der Zeremonien und des Opfers der Etikette des Dynastiegründers. Sein Körper wurde in einem Zinnsarg verschlossen und nach Peking zurückgebracht, wo die Staatstrauer verhängt wurde und der neue Kaiser die offiziellen Begräbnisfeierlichkeiten einleitete.
Yongle hatte sich schon lange mit seinem letzten Ruheplatz beschäftigt. Eines war ihm klar: Er wollte nicht in Nanjing ruhen, sondern eine neue Ruhestätte im Norden für sich und seine Nachfolger schaffen. Im Sommer 1407 war Kaiserin Xu gestorben, und der Yongle-Kaiser hatte damals den Geomanten befohlen, die Suche nach einem Ort für die kaiserlichen Mausoleen aufzunehmen. 50 km nördlich der Hauptstadt wurden sie am Berg der Himmlischen Langlebigkeit fündig. Dort erbaute der Kaiser für sich und seine Ehefrauen das Changling-Mausoleum, was so viel wie Heimstatt des ewigen Verweilens bedeutet.

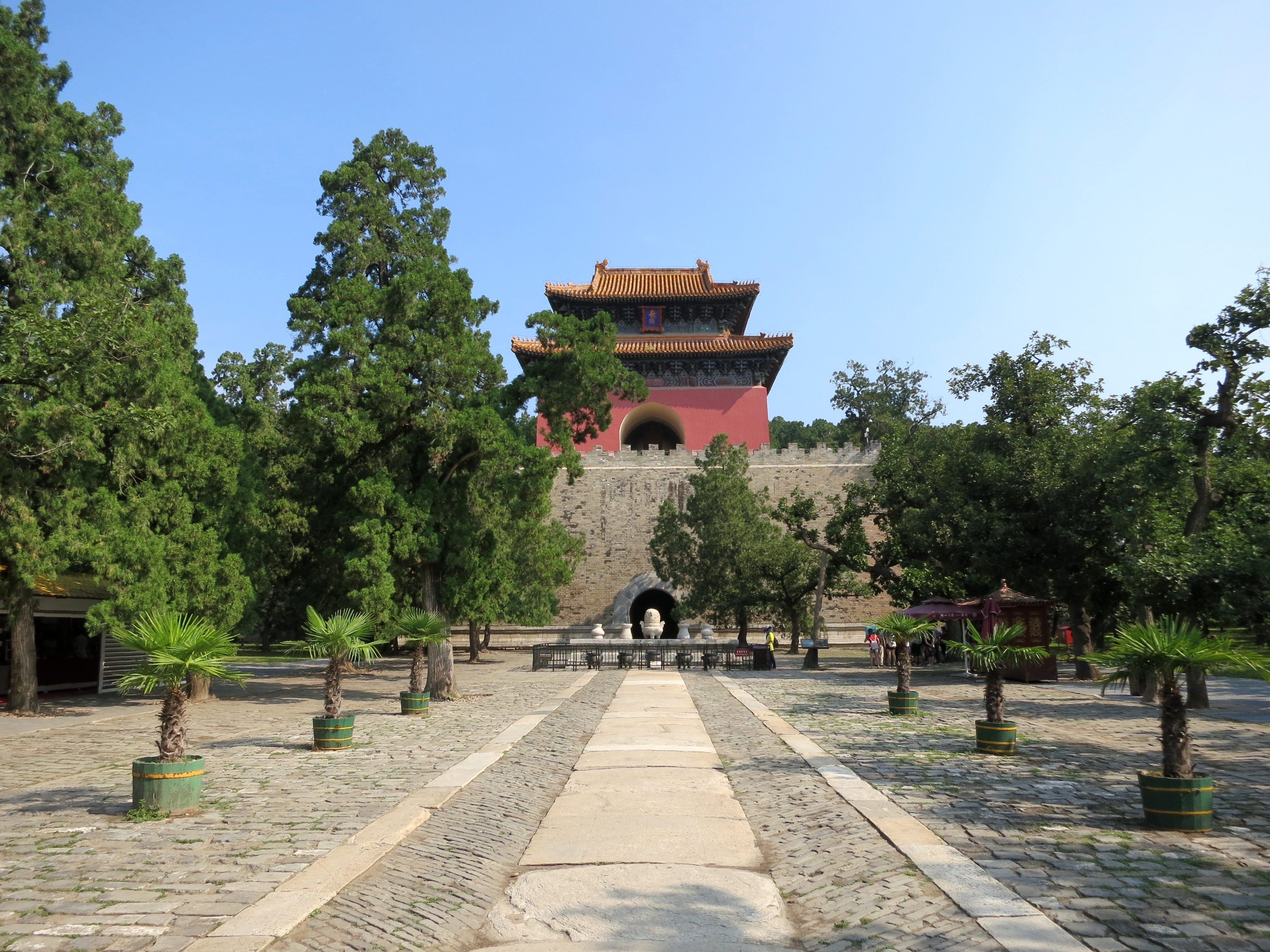
Opferaltar und Seelenturm

Das Changling 長陵 hat monumentale Ausmaße. Es ist auch tatsächlich das größte der kaiserlichen Ming-Mausoleen und wird zu den größten Kaisergräbern Chinas gezählt. Es ist eine verkleinerte Version der Verbotenen Stadt, mit zwei großen Eingangstoren, jeweils gefolgt von einem Vorhof. Im Zentrum steht die Opferhalle (Halle der himmlischen Gunst), welche ein Abbild der Halle der höchsten Harmonie ist. Danach kommen der Opferaltar und der Seelenturm, gefolgt von einem Grabtumulus mit einem Durchmesser von dreihundert Metern. Unter diesem befindet sich der Unterirdische Palast des toten Kaisers. Darin wurde Yongle mit einer großen Zahl von kostbaren Grabbeigaben bestattet. Anknüpfend an die Begräbnistradition der mongolischen Yuan-Kaiser, mussten ihm allerdings ebenso zehn seiner Konkubinen zwangsweise mit in den Tod folgen. Das Changling ist bis heute ungeöffnet. Nach Yongles Tod ließen sich alle Ming-Kaiser im selben glückverheißenden Tal ihre Mausoleen nach dem Schema des Changling errichten. Das Tal ist heute als Bezirk der Ming-Gräber bekannt und geschätzt.
Dem Yongle-Kaiser folgte sein Sohn Zhu Gaozhi als Hongxi auf den Thron, dieser regierte aber nur sehr kurz. Daher bestieg Yongles Lieblingsenkel Zhu Zhanji bald darauf den Thron. Als Xuande sollte er die Politik seines Großvaters fortsetzen. Der Yongle-Kaiser gilt als sehr erfolgreicher Herrscher, doch hinterließ er seinem Sohn weitestgehend leere Staatskassen. Der Bau einer riesigen neuen Hauptstadt, eine teure Außenpolitik und eine höchst kostspielige Flottenpolitik hatten Chinas Staatsfinanzen überstrapaziert. Dennoch war das Reich der Mitte nach innen und außen so gefestigt wie seit fünfhundert Jahren nicht mehr. Einzig der noch lodernde Konflikt in Annam bildete eine Belastung für die Ming-Administration. In die Geschichtsbücher ging die Yongle-Ära als der Anfang einer zweihundertjährigen Epoche des inneren Friedens in China ein.
Sein Sohn verlieh Yongle den Tempelnamen Taizong; ein Ehrenname, der einzig dem starken Nachfolger eines Dynastiegründers gewährt wird, womit der so Geehrte als Mitbegründer gilt. Kaiser Jiajing änderte den Namen später in Chengzu. Der Bestandteil zǔ 祖 ist ein besonders ehrenvolles Wort für Ahne und steht eigentlich nur dem Dynastiegründer zu. Jiajing erhöhte damit den Status seines Vorfahren und wollte damit unterstreichen, dass erst Kaiser Yongle die Gründung der Ming-Dynastie vollendet habe. Jiajing gewährte damit zum ersten Mal in der Geschichte den Beinamen zǔ 祖 (Vorvater) einem Nachfolger eines Dynastiebegründers.